# Omonville-la-Petite

Omonville-la-Petite este o comună în departamentul Manche, Franța. În 1 ianuarie 2018 avea o populație de 144 de locuitori.